# NGC 448
NGC 448 é uma galáxia elíptica (E-S0) localizada na direcção da constelação de Cetus. Possui uma declinação de -01° 37' 31" e uma ascensão recta de 1 horas, 15 minutos e 16,5 segundos.
A galáxia NGC 448 foi descoberta em 2 de Setembro de 1886 por Lewis A. Swift.